# Jelica Kalenić
Jelica Kalenić, coniugata Arsić (in serbo Јелица Каленић-Арсић?; 28 settembre 1942 – Belgrado, 5 giugno 2025), è stata una cestista jugoslava.

## Carriera
Con la Jugoslavia ha disputato due edizioni dei Campionati mondiali (1964, 1967) e cinque dei Campionati europei (1962, 1964, 1966, 1968, 1972).